# 多年生植物
多年生植物是指壽命超過兩年的植物。由於木本植物皆為多年生，本詞通常僅指多年生的草本植物，又稱多年生草本（植物）、多年草等。
多年生植物依氣候不同而有多種型態。在氣候溫和的地區，植物終年生長不落葉，稱為常綠植物；在季節變化明顯的地區，植物在溫暖的季節生長開花，到了冬天時，木本植物的樹葉會枯黃掉落，稱為落葉植物，草本植物則是僅保留地下莖或根部分進入休眠狀態，稱為宿根草。此外有些地區的氣候變化是以乾、溼季來劃分，當地的植物又會有不同的生命週期。
有些植物雖然有數年壽命，但生命中僅開花結果一次，然後便枯萎死亡，稱為單次開花植物，如龍舌蘭、芙蓉菊與竹，木本植物的董棕、贝叶棕亦為此類。